# Hjem
 For alternative betydninger, se Hjem (flertydig). (Se også artikler, som begynder med Hjem)
 For alternative betydninger, se Bo. (Se også artikler, som begynder med Bo)
Et hjem er et bosted eller opholdssted, der anvendes som (typisk fast) bopæl for et individ, familie eller husholdning.
Et hjem er ofte et hus, en lejlighed eller en anden bygning, eller alternativt et mobilt bosted, husbåd, jurte eller en anden bærbar beskyttelse.
Et hjem giver almindeligvis områder og faciliteter for søvn, madlavning, spisning og hygiejne. Større grupper kan bo i et plejehjem, børnehjem eller lignende institution. Når sikre boliger ikke er tilgængelige, kan folk bo i uformelle og nogle gange ulovlige skure som findes i slumkvarterer.